# Steinhuder Meer
El Steinhuder Meer o lago Steinhude es un lago en Baja Sajonia, Alemania ubicado a 30 km al noroeste de Hanover. Se le llama "Steinhuder Meer" en alemán, por la cercana villa de Steinhude. Tiene una superficie de alrededor de 30 km² y es muy estrecha, con una profundidad media de sólo 1,35 metros. Queda dentro de una región conocida como el Hannoversche Moorgeest.

## Geología
Forma parte del paisaje glaciar formado después del retroceso de los glaciares de finales de la Edad de Hielo, la glaciación wisconsiense. Hay dos teorías en referencia a cómo se formó el lago de Steinhude. Una de ellas dice que los glaciares sacó el agujero y el agua fundida lo llenó. La otra teoría afirma que una tormenta de hielo formó el agujero y conforme subió el agua subterránea, se creó el lago. En su mitad hay una pequeña isla artificial que tiene una fortaleza del siglo XVIII, el Wilhelmstein.

## Área protegida

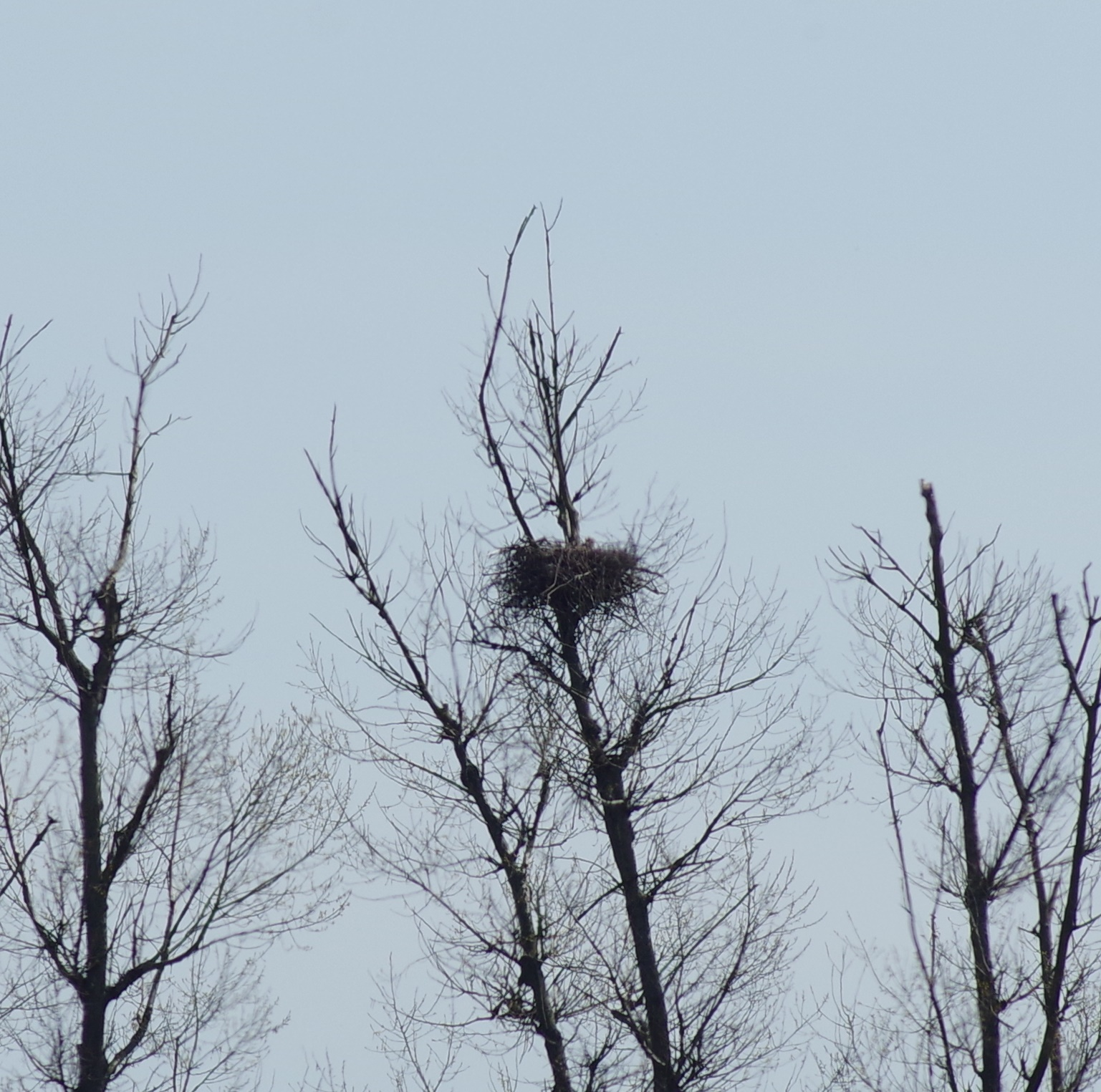
Nido de águila marina en la zona del lago Steinhude.

Hoy el lago es el corazón de una reserva natural, el Parque natural Steinhuder Meer, y también se usa como una zona recreativa.
El Steinhuder Meer es, desde el 26 de febrero de 1976, un sitio protegido por el Convenio de Ramsar (n.º 87) 52°28′N 009°20′E / 52.467, 9.333. La zona protegida abarca 5.730 ha. Tiene una elevación entre 38 y 42 m s. n. m. Es el más grande de los lagos interiores en Alemania septentrional, incluyendo restos de turberas y páramos. Situado en un canal de agua fundida glaciar, se cree que el lago es alimentado por manantiales en su lecho. La vegetación litoral está formada por un grueso cinturón de cañaveral. El sitio es internacionalmente importante por ser zona en la que las aves acuáticas se detienen y pasan el invierno, y se usa por un pequeño número de diversas especies de aves para la cría. Las actividades humanas incluyen la extracción de la turba, los deportes acuáticos y la construcción de casas para vacaciones.